# Caloplaca castellana
Caloplaca castellana är en lavart som först beskrevs av Veli Johannes Paavo Bartholomeus Räsänen, och fick sitt nu gällande namn av Josef Poelt. Caloplaca castellana ingår i släktet orangelavar, och familjen Teloschistaceae. Enligt den finländska rödlistan är arten sårbar i Finland. Arten är reproducerande i Sverige. Artens livsmiljö är kalkstensklippor och kalkbrott, inklusive bar kalkjord.